# South Philipsburg
South Philipsburg es un lugar designado por el censo ubicado en el condado de Centre en el estado estadounidense de Pensilvania. En el Censo de 2010 tenía una población de 410 habitantes y una densidad poblacional de 608,85 personas por km².

## Geografía
South Philipsburg se encuentra ubicado en las coordenadas 40°53′13″N 78°13′7″O / 40.88694, -78.21861. Según la Oficina del Censo de los Estados Unidos, South Philipsburg tiene una superficie total de 0.67 km², de la cual 0.67 km² corresponden a tierra firme y (0%) 0 km² es agua.

## Demografía
Según el censo de 2010, había 410 personas residiendo en South Philipsburg. La densidad de población era de 608,85 hab./km². De los 410 habitantes, South Philipsburg estaba compuesto por el 99.27% blancos, el 0% eran afroamericanos, el 0.24% eran amerindios, el 0% eran asiáticos, el 0% eran isleños del Pacífico, el 0% eran de otras razas y el 0.49% pertenecían a dos o más razas. Del total de la población el 1.22% eran hispanos o latinos de cualquier raza.